# Корнилова, Людмила Ивановна
Людми́ла Ива́новна Корни́лова (род. 16 августа 1954) — советский и российский педагог, учитель истории и обществознания высшей категории МАОУ «Лицей математики и информатики» города Саратова, Герой Труда Российской Федерации (2016), Заслуженный учитель Российской Федерации (2003).

## Биография
Родилась 16 августа 1954 года в с. Московское (Ставропольский край, РСФСР) в семье учителей. Выпускник Саратовского государственного университета имени Н. Г. Чернышевского (исторический факультет). Живёт и работает в Саратове, учитель истории и обществознания высшей категории муниципального автономного общеобразовательного учреждения «Лицей математики и информатики» (педстаж более 40 лет), руководитель методического объединения учителей Кировского района Саратова (с 2003 года), член экспертных и аттестационных комиссий, автор нескольких публикаций, участник I Всероссийского съезда учителей истории и обществознания (2011) и международных конференций.
В 2024 году являлась доверенным лицом кандидата в президенты России Владимира Путина.

## Награды
- Герой Труда Российской Федерации (21 апреля 2016 года) — за особые трудовые заслуги перед государством и народом[6][7]
- почётное звание «Заслуженный учитель Российской Федерации» (5 июня 2003 года) — за заслуги в обучении и воспитании учащихся и многолетний добросовестный труд[8]
- почётное звание «Отличник народного просвещения» (1996)